# Neososibia
Neososibia är ett släkte av insekter. Neososibia ingår i familjen Diapheromeridae.
Kladogram enligt Catalogue of Life:
| Neososibia | \| \| Neososibia brevispina \| \| \| \| \| \| Neososibia guizhouensis \| \| \| \| \| \| Neososibia jinxiuensis \| \| \| \| |
|            | \| \| Neososibia brevispina \| \| \| \| \| \| Neososibia guizhouensis \| \| \| \| \| \| Neososibia jinxiuensis \| \| \| \| |
|            | Neososibia brevispina |
|            | |
|            | Neososibia guizhouensis |
|            | |
|            | Neososibia jinxiuensis |
|            | |